# Radkovice (hradiště)
Radkovice je pravěké hradiště u stejnojmenné obce v okrese Plzeň-jih. Nachází se na vrchu Jindřín 1,3 kilometru východně od vesnice. Jeho zbytky jsou chráněné jako kulturní památka ČR.
Z hradiště pochází množství nálezů pravěké keramiky, které neumožnily přesněji datovat období jeho existence. V letech 1955 a 1985 bylo také nalezeno několik střepů, které dokládají osídlení lokality v době hradištní. Hradiště pravděpodobně sloužilo jako útočiště. Na severní, západní a jižní straně mu poskytují dostatečnou ochranu strmé skalní útvary. Na východní straně se v podobě terasy dochoval dvojitý val, který využíval přirozené buližníkové skalní útvary. Valy odděloval příkop.